# Gabonbatis
Gabonbatis (Batis minima) är en fågel i familjen flikögon inom ordningen tättingar.

## Utbredning och systematik
Fågeln förekommer i fuktiga skogar i södra Kamerun och västra Gabon. Den behandlas som monotypisk, det vill säga att den inte delas in i några underarter.

## Status
IUCN kategoriserar arten som livskraftig.